# Itaporã do Tocantins
Itaporã do Tocantins is een gemeente in de Braziliaanse deelstaat Tocantins. De gemeente telt 3.135 inwoners (schatting 2009).